# Sirgiano Paleólogo
Sirgiano Paleólogo Filantropeno (en griego: Συργιάννης Παλαιολόγος Φιλανθρωπηνός, romanizado: Syrgiannes Palaiologos Philanthropenos, en serbio: Сиргијан Палеолог; c. 1290-23 de agosto de 1334), fue un aristócrata y general bizantino de origen cumano-griego que estuvo activamente involucrado en la guerra civil entre el emperador Andrónico II Paleólogo (1282-1328) y su nieto, Andrónico III Paleólogo (1328-1341). Leal únicamente a sí mismo y a sus propias ambiciones, cambiaba de bando en diversas ocasiones y terminó conquistando gran parte de Macedonia para el rey serbio Esteban Dušan (desde 1331-1346) antes de ser asesinado por los bizantinos.

## Biografía

### Origen familiar y primeros años
Sirgiano nació alrededor de 1290. Fue bautizado en honor a su padre o posiblemente abuelo, un líder cumano que se convirtió en gran doméstico (comandante en jefe del ejército) bajo el emperador Andrónico II. En ese momento había muchos cumanos en el Imperio, que se habían establecido durante el reinado de Juan III Ducas Vatatzés (reino desde 1221–1254). El nombre original de su pariente era Sytzigan (en turco: Sïčğan, «ratón»), que fue helenizado como Sirgiano (Syrgiannes; «señor Juan») cuando fue bautizado. El Sirgiano original ascendió en la jerarquía del ejército bizantino, eventualmente alcanzando el rango supremo de Gran doméstico. La madre del joven Sirgiano era Eugenia Paleóloga, un miembro de la familia real de los Paleólogos y sobrina del emperador Miguel VIII (reino desde 1259–1282). Consciente del prestigioso nombre de la familia de su madre, el joven Sirgiano lo escogió para que lo ayudara a ascender en la jerarquía imperial. Sirgiano también tenía una hermana, Teodora, que se casó con Guido de Lusignan, el futuro rey armenio de Cilicia como Constantino II.
Sirgiano aparece por primera vez en los registros históricos en 1315, cuando fue designado como gobernador militar de una provincia de Macedonia cerca de la frontera con Serbia. A pesar de los tratados existentes y contra sus instrucciones, decidió atacar tanto a Serbia como al Despotado de Epiro. Depuesto, se rebeló, fue capturado y encarcelado. Antes de 1320, sin embargo, fue supuestamente perdonado y nombrado para un nuevo puesto en Tracia.

### Apoyo de Andrónico III

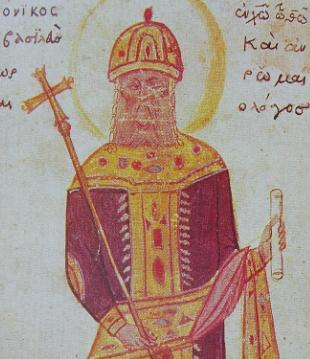
Andrónico II Paleólogo (reino desde 1282–1328).

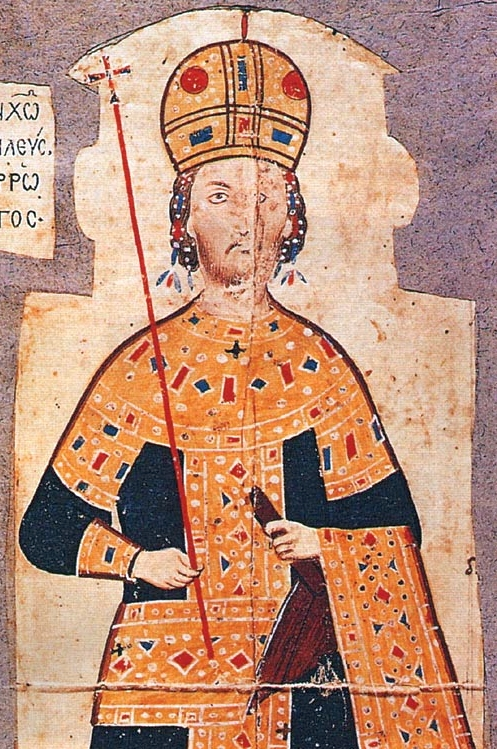
Andrónico III Paleólogo (reino desde 1328–1341). En su carrera turbulenta, Sirgiano pasó de ser uno de sus principales partidarios a su enemigo.

En 1320, después de la muerte de Miguel IX Paleólogo (el hijo mayor de Andrónico II y coemperador desde 1295), su hijo Andrónico III fue coronado como coemperador por su abuelo. Inicialmente popular junto al viejo emperador, el joven Andrónico y su corte de nobles jóvenes, incluyendo a Sirgiano, cayeron en desgracia con Andrónico II por sus extravagancias. Sus excesos culminaron con la muerte del hermano menor del joven emperador, Manuel. Furioso, Andrónico retiró todos los títulos de su nieto y una profunda brecha se abrió entre los dos.
En esa misma época, Sirgiano y Juan Cantacuceno compraron para sí mismos gobernaciones en Tracia, donde el descontento con el viejo emperador era común, y rápidamente apoyaron al joven Andrónico. Junto con Alejo Apocaucos y Teodoro Sinadeno, se prepararon para derrocar a Andrónico II en favor de su nieto. En la Pascua de 1321, el joven Andrónico fue hacia Adrianópolis y allí comenzó la revuelta. Sirgiano lideró un gran ejército y marchó hacia la capital, forzando al emperador a negociar. El 6 de junio de 1321, firmó un acuerdo en el cual el imperio fue dividido. El joven Andrónico III fue reconocido como coemperador y recibió Tracia para gobernar como un virtual infantazgo personal. Andrónico estableció su corte en Adrianópolis mientras Andrónico II continuaba gobernando la capital Constantinopla como emperador mayor.
Sirgiano estaba insatisfecho con el nuevo tratado, se sintió mal pagado por su apoyo a Andrónico III. También resentía el gran aprecio que Andrónico III demostraba en relación con Juan Cantacuceno, quien se convirtió en un gran rival. Además de eso, los cronistas también relatan una historia en la cual Andrónico había intentado seducir a la esposa de Sirgiano. Así mismo, en diciembre de 1321, Sirgiano cambio de bando, huyendo a Constantinopla. Premiado con el pomposo título de megaduque, convenció a Andrónico II para reanudar las hostilidades contra su nieto. En julio de 1322, sin embargo, otro acuerdo fue firmado entre los dos Andrónicos, lo que dejó a Sirgiano en una posición delicada, ya que sus planes y conspiraciones fallaron, y terminaron llevándolo a prisión.

### Gobernador en Macedonia, deserción y muerte
En 1328, Andrónico III finalmente derrotó a su abuelo y se estableció como único emperador. Sirgiano fue liberado y consiguió recuperar el favor de Andrónico hasta el punto de, a finales de 1329, recibir la importante gobernación de Tesalónica, la segunda ciudad más grande del Imperio, de Macedonia occidental y de Albania. Allí, fue nuevamente sospechoso de conspirar contra Cantacuceno, esta vez con la madre del emperador, María. María vivía en Tesalónica y estaba ahí para vigilar a Sirgiano, pero, en vez de eso, se enamoró locamente de él, y llegando a adoptarlo como hijo. Después del fallecimiento de la emperatriz a finales de 1333, el plan fue descubierto, Sirgiano fue arrestado y llevado a Constantinopla para enfrentar la acusación de alta traición. Sin embargo, consiguió escapar y huir a la corte del rey de Serbia, Esteban Dušan.
Dušan puso a Sirgiano al frente de un gran ejército serbio, con el cual invadió la Macedonia bizantina en 1334. Las habilidades de Sirgiano como general, su conocimiento de las posiciones del ejército bizantino y la amistad que mantenía con los funcionarios locales bizantinos resultaron en la rápida conquista de varias ciudades importantes en la región, incluyendo Ohrid, Prilep, Strumica y Kastoriá. La entrada estaba ahora abierta para el avance en dirección a Tesalónica, por donde el ejército de Sirgiano marchaba. Sirgiano acampó frente a las murallas de la ciudad para enfrentar a una fuerza bizantina que venía a socorrer a la ciudad. Ambas partes permanecieron acampadas durante varios días, pero el 23 de agosto de 1334, Sirgiano fue atraído fuera de su campamento con unos pocos soldados para que lo protegieran y acabó siendo asesinado por Esfrantez Paleólogo, un general bizantino que había desertado a propósito al bando serbio días antes. Con la pérdida de su principal líder militar, los serbios acordaron una paz negociada con los bizantinos bastante favorables para ellos, ya que se les permitió mantener la posesión de la mayoría de las ciudades conquistadas por Sirgiano en el norte de Macedonia.

## Evaluación
La ambición, la constante articulación y las múltiples traiciones de Sirgiano lo convirtieron en una de las más oscuras figuras de su época tanto a los ojos de los historiadores contemporáneos como a los de los posteriores: el historiador del siglo xiv Nicéforo Grégoras comparó su huida a Serbia con la de Temístocles a los persas, mientras que Donald Nicol lo comparó con Alcibíades y Angeliki Laiou lo llama «la presencia más malvada» de la guerra civil.